# Brenthis mediofusca
Brenthis mediofusca är en fjärilsart som beskrevs av Felix Bryk 1956. Brenthis mediofusca ingår i släktet Brenthis och familjen praktfjärilar. Inga underarter finns listade i Catalogue of Life.